# Malangphutang
Malanphutang er et bjerg i Khumbu-regionen af Himalaya i Nepal. Toppen ligger på 6 573 meter over havet og indgår i den del af Himalaya som kaldes Mahalangur Himal.

## Beskrivelse
Malangphutang ligger i Solukhumbu-distriktet. De nærmeste bjerge er Kangtega, Peak 41, Ama Dablam, Kyashar, Thamserku og Mera Peak, med stigende afstande.
Malangphutang er forbundet med Kangtega vest. En bjergås fører øst fra Malangphutang og deler sig længere mod nord, øst og syd. Mod nord fører åsen videre til Mingbo La (5817 m.o.h.) og videre til Ama Dablam (6856 m.o.h.), med Mingbo-dalen og Khumbu-dalen. I syd går åsen mod Peak 41 (6623 m.o.h.). På sydøst siden af Malangphutang ligger Hinku-Shar-gletsjeren og på vestsiden Hinku-Nup-gletsjeren.
Sammen med med bjergtoppen Hinku Ri Central (6464 m) kaldes de to toppe ofte Malanphulanerna eller Malanphulan-gruppen.
Bjerget er afvandingsområde til Ganges og dermed til Den Bengalske Bugt.

## Klatrehistorie
Bjerget har på et flertal kort savnet et navn derfor er det usikkert hvornår bjerget blev besteget første gang. Det manglede for eksempel på Schneiders Khumbu Himal kort (1988) Det er sikkert dokumenteret er den topbestigning som udførtes af den amerikanske bjergbestiger og bjergguiden Peter Carse og Everest-bjergbestiger Amy Supy Bullard den 28. april 2000. Klatringen gik via vestvæggen på det bjerg som på bjergbestigeres kort hed “Melanphulan”, men som nu om dage har det det officielle navn Malangphutang.
Carse og Bullard klatrede vestsiden fra en lejr ved Hinku Nap-gletsjeren på 5640 meters højde den 27. april 2000. De nåede toppen den følgende dag og måtte tilbringe den anden nat i en bivuak deroppe i toppen, før de kunne komme ned igen.

## Bjergets mange navne
Malanphutang eller Malanphulan får også ofte hedde Melanphulan, især i de anglo-amerikanske kilder, efter den første dokumenterede bestigningen i år 2000. Mellem formen Malangphulang forekommer også, ligesom Hinku Ri Main,som adskiller den fra Hinku Ri Central. Et engelsk navn som beskriver udseendet og derfor forekommer på mange bjerge rundt om i verden, er ”Fluted Peak”.
Bjerget har også kaldets Ombigaichen, men det skyldes forvirring med en anden bjergtop i området.